# Siegel North Dakotas
Das Siegel des US-Bundesstaats North Dakota wurde im Jahr 1889 als offizielles Siegel angenommen.

## Beschreibung

Flagge North Dakotas

In der Mitte des Siegels ist ein Baum, umgeben von drei Bündeln Weizen auf einem offenen Feld dargestellt. 
Rechts des Baumes sind ein Pflug, ein Amboss und Schlitten zu sehen. Auf der linken Seite zeigt das Siegel einen Bison jagenden Indianer sowie Pfeil und Bogen.
42 Sterne und ein Motto sind in einem Halbkreis oberhalb des Baumes angeordnet. 
Das Motto stammt von Daniel Webster und lautet:

“Liberty and Union Now and Forever, One and Inseparable”

Im äußeren Ring sind das Beitrittsdatum zur Union, der 1. Oktober 1889, sowie Great Seal und State of North Dakota zu lesen.
Das Aussehen des Siegels hat sich mit der Zeit immer wieder leicht verändert.